# Grand Prix Formule 1 van Argentinië 1973
De Grand Prix Formule 1 van Argentinië 1973 werd gehouden op 28 januari 1973 op het Autódromo Oscar Alfredo Gálvez bij Buenos Aires.

## Uitslag
| Positie | Nr | Rijder                | Team              | Ronden | Tijd/Opgave      | Startplaats | Punten |
| ------- | -- | --------------------- | ----------------- | ------ | ---------------- | ----------- | ------ |
| 1       | 2  | Emerson Fittipaldi    | Lotus-Ford        | 96     | 1:56:18.2        | 2           | 9      |
| 2       | 8  | François Cevert       | Tyrrell-Ford      | 96     | 4.69             | 6           | 6      |
| 3       | 6  | Jackie Stewart        | Tyrrell-Ford      | 96     | 33.19            | 4           | 4      |
| 4       | 18 | Jacky Ickx            | Ferrari           | 96     | 42.57            | 3           | 3      |
| 5       | 14 | Denny Hulme           | McLaren-Ford      | 95     | + 1 Ronde        | 8           | 2      |
| 6       | 12 | Wilson Fittipaldi Jr. | Brabham-Ford      | 95     | + 1 Ronde        | 12          | 1      |
| 7       | 32 | Clay Regazzoni        | BRM               | 93     | + 3 Ronden       | 1           |        |
| 8       | 16 | Peter Revson          | McLaren-Ford      | 92     | + 4 Ronden       | 11          |        |
| 9       | 20 | Arturo Merzario       | Ferrari           | 92     | + 4 Ronden       | 14          |        |
| 10      | 22 | Mike Beuttler         | March-Ford        | 90     | Ophanging        | 18          |        |
| NF      | 24 | Jean-Pierre Jarier    | March-Ford        | 84     | Radiator         | 17          |        |
| NF      | 30 | Jean-Pierre Beltoise  | BRM               | 79     | Motor            | 7           |        |
| NC      | 38 | Howden Ganley         | Iso Marlboro-Ford | 79     | Niet geklasseerd | 19          |        |
| NF      | 4  | Ronnie Peterson       | Lotus-Ford        | 67     | Oliedruk         | 5           |        |
| NF      | 34 | Niki Lauda            | BRM               | 66     | Oliedruk         | 13          |        |
| NF      | 10 | Carlos Reutemann      | Brabham-Ford      | 16     | Versnellingsbak  | 9           |        |
| NF      | 26 | Mike Hailwood         | Surtees-Ford      | 10     | Aandrijving      | 10          |        |
| NF      | 28 | Carlos Pace           | Surtees-Ford      | 10     | Ophanging        | 15          |        |
| NF      | 36 | Nanni Galli           | Iso Marlboro-Ford | 0      | Motor            | 16          |        |

## Statistieken
| Pole-position | Clay Regazzoni     | BRM        | 1:10.54 |
| Snelste ronde | Emerson Fittipaldi | Lotus-Ford | 1:11.22 |

## Noot
- Dit was de vijfde pole position voor een Zwitserse coureur.
- Dit was de eerste snelste ronde voor Emerson Fittipaldi en voor een Braziliaanse coureur.

1953 · 1954 · 1955 · 1956 · 1957 · 1958 · 1960 · 1971 · 1972 · 1973 · 1974 · 1975 · 1977 · 1978 · 1979 · 1980 · 1981 · 1995 · 1996 · 1997 · 1998